# ماسیمو فلیزاتی
ماسیمو فلیزاتی (ایتالیایی: Massimo Felisatti؛ ‏ ۱۲ مه ۱۹۳۲ – ۷ سپتامبر ۲۰۱۶) نویسنده و کارگردان فیلم اهل ایتالیا بود.
از فیلم‌هایی که وی در آن‌ها نقش داشته‌است، می‌توان به اعترافات یک زن خانه‌دار ناکام، برهنه برای قاتل و اقدام بی‌سروصدا اشاره کرد.